# Phyllopodium diffusum
Phyllopodium diffusum är en flenörtsväxtart som beskrevs av George Bentham. Phyllopodium diffusum ingår i släktet Phyllopodium och familjen flenörtsväxter. Inga underarter finns listade i Catalogue of Life.